# 대굉림
대굉림(大宏臨,? ~ 793년?)은 발해(渤海)의 왕족(王族)으로, 3대 문왕(文王)의 아들이자 5대 성왕(成王)의 아버지이다. 문왕(文王)이 사망하기 전에 죽어 왕위에 오르지 못했다.
정확한 생년월일은 기록에 전하지 않으며 강왕 대숭린의 형이 된다. 그의 생애와 행적은 구당서, 신당서에 나타나지 않고 발해고에도 간략하게 언급되었다. 부왕 문왕에게 태자로 책봉되었는지 여부는 불분명하다. 사망원인, 사망지에 대한 기록 역시 미상이다. 부왕 문왕 흠무의 재위기간 중 앞서 사망했다는 기록만이 전한다. 시호는 미상이다.

## 가계
- 부왕 : 문왕(文王)
- 모후 : 미상
  - 태자 : 대굉림(大宏臨)
  - 부인 : 미상
    - 아들 : 성왕(成王)